# Fendter Bach
Der Fendter Bach ist ein natürliches Gewässer im oberbayerischen Weilheim-Schongau.

## Verlauf
Der Fendter Bach entsteht zunächst als Sinkgraben am Hohen Peißenberg. Der Bach tritt bald in ein Grabensystem am Merauthberg ein und wird ab dort Fendter Bach genannt. Nach dessen Eintritt ins flache Ammertal beim Weiler Fendt fließt der Bach nun südostwärts in Richtung Peißenberg. Dort mündet er von links in den Wörtersbach, einen Zufluss zur Ammer.